# María Gabriela Palafox y Portocarrero
María Gabriela Palafox y Portocarrero, död 1823, var en spansk adelskvinna.
Hon förföljdes av Spanska inkvisitionen upprepade gånger för sina jansenism och fängslades 1821 misstänkt för opposition mot regimen. Hon målades flera gånger av Francisco de Goya.